# 堀切善次郎
堀切 善次郎（ほりきり ぜんじろう、1884年〈明治17年〉9月2日 - 1979年〈昭和54年〉11月1日）は、日本の政治家。

## 経歴
堀切良平の次男として福島県信夫郡上飯坂村（現・福島県福島市）に生まれる。旧制早稲田中学、第一高等学校を経て東京帝国大学法学科を首席で卒業後、内務省に入省し、内務監察官、兼内務省参事官・警保局保安課長兼図書課長などを歴任した。1925年（大正14年）に神奈川県知事、翌年9月には復興局長官となる。1929年（昭和4年）4月に東京市長、翌年12月には拓務次官を務め、1932年（昭和7年）5月に成立した斎藤内閣において法制局長官に就任、翌年3月には内閣書記官長に転じて、同年12月5日に貴族院勅選議員に勅任された。1934年（昭和9年）には、5月30日に死去した東郷平八郎の国葬を葬儀委員長として執り仕切った。
1945年（昭和20年）10月9日、幣原内閣が発足し内務大臣に就任。10月10日に行われた初閣議で婦人参政権の実現を提案し、幣原内閣は「20歳以上の国民に男女の別なく選挙権を与える」ことを閣議決定した。同年10月23日、帝国議会に女性の選挙権と被選挙権を認める選挙法改正法案を提出、同年12月15日に可決成立した。1946年（昭和21年）5月14日、貴族院議員を辞職。同年に公職追放となる。追放中の生活はなかなか厳しかったとされる。1948年（昭和23年）兵器処理委員会に関する問題で衆議院不当財産取引調査特別委員会に証人喚問された。1951年（昭和26年）追放解除。主権回復後は、東京都公安委員長に1954年（昭和29年）から15年にわたり在任したほか、1954年から1959年（昭和34年)まで、出身校の早稲田中学校・高等学校校長を務めた。

## 栄典
位階
- 1911年（明治44年）2月20日 - 従七位[11]
- 1913年（大正2年）3月10日 - 正七位[12]
- 1915年（大正4年）4月20日 - 従六位[13]
- 1917年（大正6年）5月30日 - 正六位[14]
- 1921年（大正10年）9月20日 - 従五位[15]
- 1923年（大正12年）12月20日 - 正五位[16]
- 1926年（昭和元年）12月28日 - 従四位[17]
- 1929年（昭和4年）5月23日 - 正四位[18]
- 1934年（昭和9年）1月15日 - 従三位[19]

勲章等
- 1920年（大正9年）
  - 11月1日 - 勲五等瑞宝章[20]
  - 11月2日 - 大正三年乃至九年戦役従軍記章[21]
- 1923年（大正12年）12月25日 - 勲四等瑞宝章[22]
- 1926年（大正15年）7月12日 - 金杯一個[23]
- 1930年（昭和5年）12月5日 - 帝都復興記念章[24]
- 1933年（昭和8年）2月6日 - 勲二等瑞宝章[25]
- 1934年（昭和9年）
  - 6月21日 - 勲一等瑞宝章[26]
  - 4月29日 - 昭和六年乃至九年事変従軍記章[27]
- 1940年（昭和15年）8月15日 - 紀元二千六百年祝典記念章[28]
- 1969年（昭和44年）11月3日 - 勲一等旭日大綬章[29]

外国勲章佩用允許
- 1934年（昭和9年）5月9日 - 満州帝国：勲二位景雲章[30]
- 1941年（昭和16年）12月9日 -  満洲帝国：建国神廟創建記念章[31]

## 著書など
- 『帝都市民諸君に寄す』
- 『早稲田中学校創立六十周年記念録』
- 『貴族院改革資料』巌松堂書店 1923
- 『現代史を語る（7）――内政史研究会談話速記録』（伊藤隆監修、内政史研究会編、現代史料出版、2012年）。他は田中広太郎

## 家族
- 前妻 堀切敏子（阪谷芳郎長女、死別）[32]
- 後妻 堀切澄子（平井金蔵長女。内務省職員で、1923年に20歳で結婚）[1][32]
- 兄 堀切善兵衛（衆議院議長）
- 弟 内池久五郎（衆議院議員）